# Оцего (окръг, Мичиган)
Окръг Оцего (на английски: Otsego County) е окръг в щата Мичиган, Съединени американски щати. Площта му е 1362 km², а населението - 23 301 души (2000). Административен център е град Гейлорд.